# Angelina Teodóra osztrák hercegné

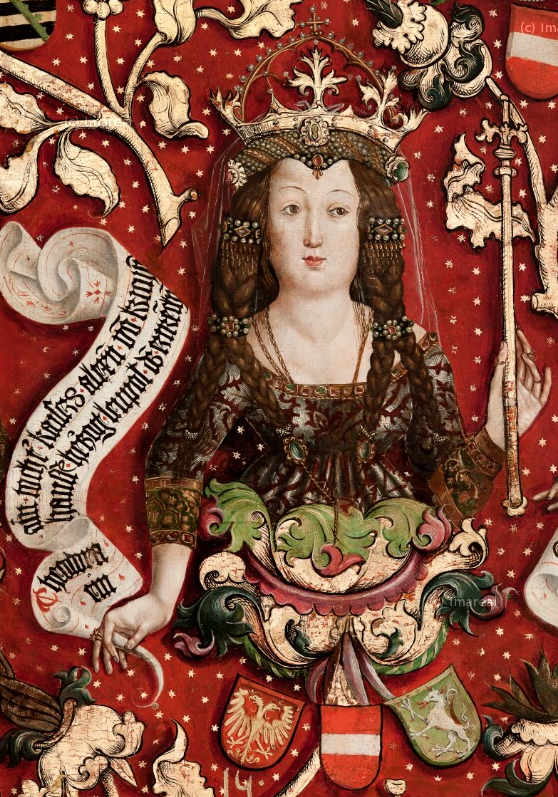
Teodóra hercegné portréja

Theodora Angelina volt az egyetlen lánya Anna Angelinának, aki III. Alexiosz bizánci császárnak és feleségének, Euphroszüné Doukaina Kamaterina császárnénak az unokahúga volt. Apja Komnénosz Izsák Sebastocrator lehetett.
Theodora a negyedik keresztes hadjárat eredményeként hozzáment VI. Lipót osztrák herceghez. Hét gyermekük született:
- II. (Civakodó) Frigyes (1201–1246. június 15.)
- Babenbergi Margit (1204–1266. október 29.), aki először VII. Henrik német királyhoz, II. Frigyes idősebb fiához ment hozzá, majd első férje halála után II. Ottokár cseh király felesége lett.
- Ágnes (1205. február 19.–1226. augusztus 29.), II. Albert szász gróf felesége.
- Lipót (1207–1216)
- Henrik (1208–1228. november 28.), aki Türingiai Ágnest vette el. Egyetlen gyermekük, Gertrudis volt a Babenberg-hagyaték utolsó örököse nagybátyja, II. Frigyes halála után.
- Gertrúd (1210–1241) Raspe Henrikhez, Türingia és Raspe urához ment hozzá.
- Konstancia (1212. április 6.–1243. június 5.) III. Henrikhez, Meißen urához ment hozzá.